# Tat'jana Rjabkina
Tat'jana Jur'evna Pereljaeva, coniugata Rjabkina (in russo Татьяна Юрьевна Переляева-Рябкина?; trasl. angl.: Tatiana Ryabkina o Tatiana Riabkina; 13 maggio 1980), è un'orientista russa.
Ha vinto due argenti ai campionati mondiali: nel 2004 nella media distanza a Västerås e nel 2008 a Olomouc nella staffetta con la nazionale russa e due bronzi nella media distanza: nel 2006 ad Aarhus e nel 2012 a Col de la Givrine.
Nella Coppa del Mondo del 2004 si è classificata seconda.
Da giovane ha vinto anche quattro campionati mondiali juniores.